# Pakhuisbrand in Oakland 2016
De pakhuisbrand in Oakland (Californië) vond plaats op vrijdag 2 december 2016 in Ghost Ship, een voormalige loods die was omgebouwd tot woon- en werkruimte voor kunstenaars. Tijdens de brand was er een illegaal feest aan de gang. Van de circa 50 aanwezigen kwamen er 36 om en twee raakten gewond.
Het pakhuis had geen sprinklerinstallatie en de enige verbinding tussen de begane grond en de eerste verdieping was een trap die gemaakt was van houten pallets. Tijdens de brand stortte het dak in.
Dit is de grootste brandramp in de geschiedenis van Oakland en de gebeurtenis met de meeste doden sinds de Loma Prieta-aardbeving van 1989.

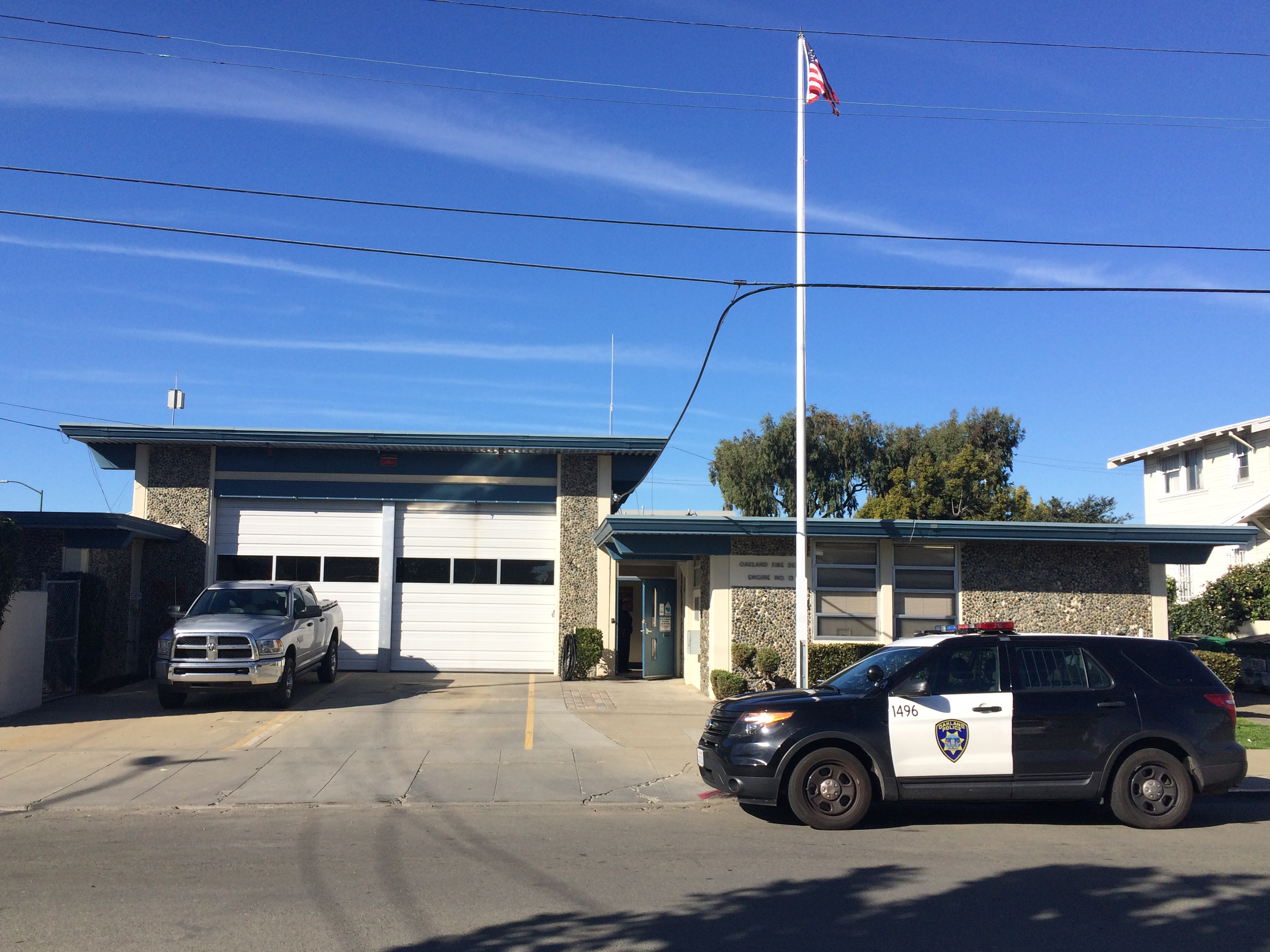
Brandweerkazerne nummer 13 die om de hoek ligt bij de betrokken loods.